# 陽禺國
陽禺國，是《呂氏春秋》中記載的一個古代國家，现代研究認為其故地位於今廣東省清远市阳山县、英德市一带。
據《呂氏春秋》記載「揚、漢之南，百越之際……縛婁、陽禺、驩兜之國，多無君」。阳禺国在战国时，是没有君主的小国。屈大均《广东新语·二禺》記載“二禺在中宿峡，相传轩辕二庶子，长大禺，次仲阳，降居南海，与其臣曰初曰武者隐此。大禺居峡南，仲阳居峡北，故山名曰二禺。在南者曰南禺，北曰北禺。”秦朝占领阳禺国后，在当地设立冽江县，汉朝改为中宿县。